# Marcelle Yrven
Ne doit pas être confondu avec Marcelle Irvin.
Marthe Marie Aglaé Wary dite Marcelle Yrven, née  le 10 novembre 1877 à Paris 9e et morte le 7 novembre 1954 à Paris 14e, est une actrice française,
Elle était l'épouse du chansonnier et auteur dramatique Charles-Alexis Carpentier (1879-1929).

## Biographie
En 1913, elle habite la villa La Veine à Paris-Plage.

## Théâtre, scène
- 1898 : La Poudre de Perlinpinpin des frères Cogniard
- 1900 : Le Petit Chaperon rouge, opérette sur une musique de Marius Baggers[5]
- 1903 : Le Jumeau d'Auguste Monnier[6]
- 1904 : Nuit de noces de Henri Kéroul[7] et Albert Barré[8]
- 1905 : Volcan d'amour de Michel Carré
- 1905 : Une veine de ... de Henri Kéroul et Albert Barré
- 1906 : Le Chopin de Henri Kéroul et Albert Barré
- 1906 : Amour et Cie de Louis Forest[9]
- 1907 : Le Numéro 18 de Henri Kéroul et Albert Barré
- 1907 : Panachot gendarme d'André Mouëzy-Éon et Paul Gavault
- 1907 : Le Satyre de Georges Berr et Marcel Guillemaud
- 1908 : La Poudre aux moineaux , vaudeville de Maurice Desvallières et Lucien Gleize, rôle de Francine, théâtre du Palais-Royal, 23 mars[10].
- 1908 : L'Heure de la bergère de Maurice Ordonneau
- 1909 : Monsieur Zéro d'André Mouëzy-Éon et Paul Gavault
- 1909 : La Revanche d'Ève d'Antony Mars et Alphonse de Beil
- 1910 : L'Éprouvette de Henri Kéroul et Albert Barré
- 1910 : L'Enfant du mystère d'Eugène Joullot et Alévy
- 1910 : Le Million de Georges Berr et Marcel Guillemaud
- 1913 : Le Minaret de Jacques Richepin
- 1927 : Son mari de Paul Géraldy et Robert Spitzer
- 1927 : Lulu, opérette en 3 actes, livret et lyrics de Serge Veber, musique  de Philippe Parès et Georges van Parys : tante Chloé
- 1929 : Bateau de nuit, opérette d'André Bisson et Jerome Kern, aux Célestins[11],[12].
- 1935 : J'vous ai à l'œil de d'Alfred Vercourt et Jean Bever au théâtre Dejazet[13],[14].

## Filmographie

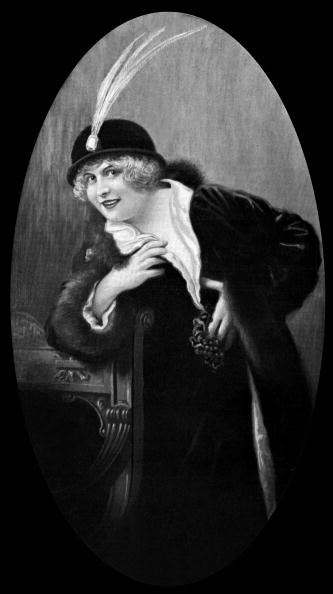
Marcelle Yrven en 1914.

- 1914 : Le Commandant de la Croquignole d'Henry de Brisay
- 1914 : Les Deux Enfants (réalisation anonyme)
- 1916 : Paris pendant la guerre d'Henri Diamant-Berger
- 1924 : J'ai tué de Roger Lion
- 1925 : Un fil à la patte de Robert Saidreau
- 1928 : Le Tourbillon de Paris de Julien Duvivier
- 1933 : L'Étoile de Valencia de Serge de Poligny : Une girl
- 1935 : La Marmaille de Dominique Bernard-Deschamps
- 1936 : Train de plaisir de Léo Joannon : Mme Pigeonnet
- 1936 : Cœur de gosse de Georges Pallu
- 1936 : La Belle Équipe de Julien Duvivier : l'amie de M. Jubette
- 1936 : La Mystérieuse Lady de Robert Péguy : l'aubergiste
- 1936 : La Rose effeuillée de Georges Pallu : la concierge
- 1936 : Le Secret de l'émeraude de Maurice de Canonge : Miss Calmann
- 1937 : Police mondaine de Michel Bernheim et Christian Chamborant
- 1937 : Le Fauteuil 47 de Fernand Rivers : Sidonie Theillard
- 1939 : Le Monde en armes de Jean Oser
- 1939 : Angélica de Jean Choux - Yacca
- 1942 : Fièvres de Jean Delannoy : la vieille actrice

## Publications
- Le Lit au théâtre, 1912  (BNF 38737624)
- La Comédienne et le Féminisme, Paris, Imprimerie L. Pichon, 1914 (lire en ligne)
- Lucidité, poèmes inédits de Magda de Wary et Marcelle Yrven ; Lucidité sur Google Livres
- Au fil des jours, édition revue et augmentée de plusieurs poèmes inédits, par Magda de Wary et Marcelle Yrven, 1924 ; Au fil des jours sur Google Livres